# Nymphaster gardineri
Nymphaster gardineri is een zeester uit de familie Goniasteridae.
De wetenschappelijke naam van de soort werd in 1909 gepubliceerd door Francis Jeffrey Bell.